# Ауцский район
А́уцский район (латыш. Auces rajons) — бывший административный район Латвийской ССР.

## История
Ауцский район был образован Указом Президиума Верховного Совета Латвийской ССР от 31 декабря 1949 года.
Район состоял из города Ауце, Бенского, Букайшского, Вадакстского, Вецауцского, Витинского, Ильского, Лиелауцского, Пенкульского, Рубского, Укрского и Яунауцского сельских советов. Районным центром был город Ауце.
7 декабря 1956 года к Ауцскому району была присоединена часть территории упразднённого Элейского района.
11 ноября 1959 года Ауцский район был ликвидирован, территория района была включена в Добельский район.

## СМИ
В районе в 1950—1959 годах на латышском языке издавалась газета «Аuces Komunārs» (Ауцский коммунар).